# Canton de Rousson
Le canton de Rousson est une circonscription électorale française du département du Gard créée par le décret du 24 février 2014 et entrée en vigueur lors des élections départementales de 2015.

## Histoire
Un nouveau découpage territorial du Gard entre en vigueur à l'occasion des élections départementales de mars 2015, défini par le décret du 24 février 2014, en application des lois du 17 mai 2013 (loi organique 2013-402 et loi 2013-403). Les conseillers départementaux sont, à compter de ces élections, élus au scrutin majoritaire binominal mixte. Les électeurs de chaque canton élisent au Conseil départemental, nouvelle appellation du Conseil général, deux membres de sexe différent, qui se présentent en binôme de candidats. Les conseillers départementaux sont élus pour 6 ans au scrutin binominal majoritaire à deux tours, l'accès au second tour nécessitant 12,5 % des inscrits au 1er tour. En outre la totalité des conseillers départementaux est renouvelée. Ce nouveau mode de scrutin nécessite un redécoupage des cantons dont le nombre est divisé par deux avec arrondi à l'unité impaire supérieure si ce nombre n'est pas entier impair, assorti de conditions de seuils minimaux. Dans le Gard, le nombre de cantons passe ainsi de 46 à 23.
Le canton de Rousson est formé de communes des anciens cantons de Saint-Ambroix (15 communes), de Barjac (7 communes), de Bessèges (5 communes) et d'Alès-Nord-Est (2 communes). Le canton est entièrement inclus dans l'arrondissement d'Alès. Le bureau centralisateur est situé à Rousson.

## Représentation
| Période élective | Période élective | Mandat | Mandat   | Identité          | Nuance | Nuance | Qualité |
| ---------------- | ---------------- | ------ | -------- | ----------------- | ------ | ------ | --- |
| 2015             | 2021             | 2015   | 2021     | Cathy Chaulet     |        | PCF    | Fonctionnaire territoriale Vice-présidente du Conseil départemental depuis 2015 Déléguée au développement du bio et des circuits courts, à la qualité alimentaire et à la restauration collective. |
| 2015             | 2021             | 2015   | 2021     | Jacky Valy        |        | PCF    | Retraité Ancien conseiller général du canton d'Alès-Nord-Est (1992-2015) |
| 2021             | 2028             | 2021   | en cours | Ghislain Chassary |        | PCF    | Cadre de la fonction publique Maire de Rousson, Vice-Président d'Alès-Agglomération |
| 2021             | 2028             | 2021   | en cours | Cathy Chaulet     |        | PCF    | Conseillère sortante, Vice-Présidente du conseil départemental chargée de l'agriculture et de la qualité alimentaire                                                                               |

### Résultats détaillés

#### Élections de mars 2015
À l'issue du 1er tour des élections départementales de 2015, trois binômes sont en ballottage : Cathy Chaulet et Jacky Valy (PCF, 37,41 %), Niza Girardi et Daniel Ranc (FN, 35,28 %) et Nathalie Blandina et Jean-Pierre De Faria (Divers, 27,3 %). Le taux de participation est de 56,45 % (13 956 votants sur 24 722 inscrits) contre 53,96 % au niveau départemental et 50,17 % au niveau national.
Au second tour, Cathy Chaulet et Jacky Valy (PCF) sont élus avec 55,35 % des suffrages exprimés et un taux de participation de 58,32 % (7 200 voix pour 14 419 votants et 24 722 inscrits).

#### Élections de juin 2021
Le premier tour des élections départementales de 2021 est marqué par un très faible taux de participation (33,26 % au niveau national). Dans le canton de Rousson, ce taux de participation est de 33,56 % (8 198 votants sur 24 428 inscrits) contre 33,46 % au niveau départemental. À l'issue de ce premier tour, deux binômes sont en ballottage : Ghislain Chassary et Cathy Chaulet (Union à gauche avec des écologistes, 65,48 %) et Denis Bouin et Michele Lebastard (RN, 34,52 %).
Le second tour des élections est marqué une nouvelle fois par une abstention massive équivalente au premier tour. Les taux de participation sont de 34,36 % au niveau national, 34,93 % dans le département et 36,27 % dans le canton de Rousson. Ghislain Chassary et Cathy Chaulet (Union à gauche avec des écologistes) sont élus avec 66,22 % des suffrages exprimés (5 501 voix pour 8 863 votants et 24 434 inscrits),,.

## Composition
Le canton de Rousson comprend vingt-neuf communes entières.
| Nom                               | Code Insee | Intercommunalité      | Superficie (km2) | Population (dernière pop. légale) | Densité (hab./km2) | Modifier                                    |
| --------------------------------- | ---------- | --------------------- | ---------------- | --------------------------------- | ------------------ | ------------------------------------------- |
| Rousson (bureau centralisateur)   | 30223      | CA Alès Agglomération | 32,57            | 4 437 (2022)                      | 136                | modifier les données · modifier les données |
| Allègre-les-Fumades               | 30008      | CC Cèze-Cévennes      | 24,59            | 1 013 (2022)                      | 41                 | modifier les données · modifier les données |
| Barjac                            | 30029      | CC Cèze-Cévennes      | 42,72            | 1 606 (2022)                      | 38                 | modifier les données · modifier les données |
| Bessèges                          | 30037      | CC Cèze-Cévennes      | 10,32            | 2 624 (2022)                      | 254                | modifier les données · modifier les données |
| Bordezac                          | 30045      | CC Cèze-Cévennes      | 9,05             | 392 (2022)                        | 43                 | modifier les données · modifier les données |
| Courry                            | 30097      | CC Cèze-Cévennes      | 8,22             | 283 (2022)                        | 34                 | modifier les données · modifier les données |
| Gagnières                         | 30120      | CC Cèze-Cévennes      | 11,22            | 1 095 (2022)                      | 98                 | modifier les données · modifier les données |
| Les Mages                         | 30152      | CA Alès Agglomération | 12,69            | 2 107 (2022)                      | 166                | modifier les données · modifier les données |
| Le Martinet                       | 30159      | CA Alès Agglomération | 10,35            | 739 (2022)                        | 71                 | modifier les données · modifier les données |
| Méjannes-le-Clap                  | 30164      | CC Cèze-Cévennes      | 38,24            | 740 (2022)                        | 19                 | modifier les données · modifier les données |
| Meyrannes                         | 30167      | CC Cèze-Cévennes      | 6,51             | 783 (2022)                        | 120                | modifier les données · modifier les données |
| Molières-sur-Cèze                 | 30171      | CC Cèze-Cévennes      | 8,71             | 1 187 (2022)                      | 136                | modifier les données · modifier les données |
| Navacelles                        | 30187      | CC Cèze-Cévennes      | 11,02            | 307 (2022)                        | 28                 | modifier les données · modifier les données |
| Peyremale                         | 30194      | CC Cèze-Cévennes      | 8,62             | 272 (2022)                        | 32                 | modifier les données · modifier les données |
| Potelières                        | 30204      | CC Cèze-Cévennes      | 6,47             | 368 (2022)                        | 57                 | modifier les données · modifier les données |
| Rivières                          | 30215      | CC Cèze-Cévennes      | 9,96             | 424 (2022)                        | 43                 | modifier les données · modifier les données |
| Robiac-Rochessadoule              | 30216      | CC Cèze-Cévennes      | 10,31            | 840 (2022)                        | 81                 | modifier les données · modifier les données |
| Rochegude                         | 30218      | CC Cèze-Cévennes      | 11,94            | 246 (2022)                        | 21                 | modifier les données · modifier les données |
| Saint-Ambroix                     | 30227      | CC Cèze-Cévennes      | 11,74            | 3 353 (2022)                      | 286                | modifier les données · modifier les données |
| Saint-Brès                        | 30237      | CC Cèze-Cévennes      | 11,37            | 684 (2022)                        | 60                 | modifier les données · modifier les données |
| Saint-Denis                       | 30247      | CC Cèze-Cévennes      | 3,65             | 292 (2022)                        | 80                 | modifier les données · modifier les données |
| Saint-Florent-sur-Auzonnet        | 30253      | CA Alès Agglomération | 9,31             | 1 203 (2022)                      | 129                | modifier les données · modifier les données |
| Saint-Jean-de-Maruéjols-et-Avéjan | 30266      | CC Cèze-Cévennes      | 17,30            | 856 (2022)                        | 49                 | modifier les données · modifier les données |
| Saint-Jean-de-Valériscle          | 30268      | CA Alès Agglomération | 8,15             | 593 (2022)                        | 73                 | modifier les données · modifier les données |
| Saint-Julien-de-Cassagnas         | 30271      | CA Alès Agglomération | 4,46             | 730 (2022)                        | 164                | modifier les données · modifier les données |
| Saint-Julien-les-Rosiers          | 30274      | CA Alès Agglomération | 14,01            | 3 492 (2022)                      | 249                | modifier les données · modifier les données |
| Saint-Privat-de-Champclos         | 30293      | CC Cèze-Cévennes      | 11,64            | 336 (2022)                        | 29                 | modifier les données · modifier les données |
| Saint-Victor-de-Malcap            | 30303      | CC Cèze-Cévennes      | 10,87            | 827 (2022)                        | 76                 | modifier les données · modifier les données |
| Tharaux                           | 30327      | CC Cèze-Cévennes      | 9,52             | 47 (2022)                         | 4,9                | modifier les données · modifier les données |
| Canton de Rousson                 | 3018       |                       | 385,53           | 31 876 (2022)                     | 83                 | modifier les données                        |

## Démographie
En 2022, le canton comptait 31 876 habitants, en évolution de +1,17 % par rapport à 2016 (Gard : +2,97 %, France hors Mayotte : +2,11 %).
| 2013   | 2018   | 2022   |
| ------ | ------ | ------ |
| 31 587 | 31 512 | 31 876 |